# (221) Éos
Pour les articles homonymes, voir Éos (homonymie).
(221) Éos, internationalement (221) Eos, est un astéroïde de la ceinture principale.

## Description
(221) Éos, internationalement (221) Eos, est un astéroïde de la ceinture principale découvert par Johann Palisa le 18 janvier 1882 à Vienne. 
Il est nommé d'après Éos, la personnification de l'Aurore dans la mythologie grecque.